# 鑽石軟梳䲁
鑽石軟梳䲁（學名：Malacoctenus boehlkei），為輻鰭魚綱䲁形目脂䲁科軟梳䲁屬的一個種，種名是為了紀念費城自然科學院的魚類學家詹姆斯·E·伯爾克（James E. Böhlke，1930-1982），分布於中西大西洋巴哈馬、維京群島南至博內爾，西至貝里斯海域，深度5至70公尺，本魚頭部細長，吻尖，頸背觸鬚一對，分枝較多，眼上方有一條分枝觸鬚，口腔頂部兩側無齒，背鰭棘與鰭條之間有缺口，側線鱗40-69片，頭黃褐色，體淺棕褐色，從眼沿吻部有一條棕色橫紋，頭頂兩眼之間及後方為深褐色，前後邊緣為黃色，上背部中央有7個淺色馬鞍狀條紋，下體有淺色斑點和一排約8個白色菱形條紋，背鰭前部有一個鑲黃邊的眼斑，背鰭硬棘21-22枚、背鰭軟條11-13枚、臀鰭硬棘2枚、臀鰭軟條20-23枚，體長可達6.4公分，棲息在礁石區，生活習性不明。